# Imanta (przystanek kolejowy)
Imanta (ros. Иманта) – przystanek kolejowy w miejscowości Ryga, na Łotwie. Położony jest na linii Ryga (Torņakalns) - Tukums.